# والری پوپنچنکو
والری پوپنچنکو (روسی: Валерий Владимирович Попенченко؛ ۲۶ اوت ۱۹۳۷ – ۱۵ فوریه ۱۹۷۵) بوکسور اهل اتحاد جماهیر شوروی سوسیالیستی بود.
وی در مسابقات کشوری و بین‌المللی در مجموع برندهٔ ۳ مدال طلا شده‌است.